# 부명초등학교
부명초등학교는 대한민국 경기도 부천시 원미구에 있는 공립 초등학교이다.

## 학교 연혁
- 1993. 05. 04 부명 국민학교 설립인가
- 1994. 03. 01 12학급으로 개교
- 1994. 03. 01 초대 김광수 교장 부임
- 1996. 03. 01 부명초등학교로 명칭 변경
- 1999. 09. 01 제2대 조현상 교장 부임
- 2000. 03. 08 병설 유치원 개원
- 2002. 09. 01 제3대 복기온 교장 부임
- 2002. 12. 20 4층 증축 완공(12개 교실)
- 2004. 09. 01 제4대 이순옥 교장 부임
- 2007. 09. 01 제5대 장동환 교장 부임
- 2008. 03. 01 15학급 편성
- 2009. 03. 01 15학급 편성
- 2011. 09. 01 제7대 신현철 교장 부임
- 2012. 03. 01 혁신학교 지정
- 2013. 03. 01 혁신학교 2년차 운영(14학급 편성)
- 2014. 03. 01 혁신학교 3년차 운영(15학급 편성) 및 초등특수반, 유치원 특수반 신설
- 2015. 03. 01 혁신학교 4년차 운영(17학급 편성)

## 참고 자료
- 부명초등학교 - 한국교육학술정보원 학교알리미